# 最後の晩餐 (ギルランダイオ)
『最後の晩餐』（さいごのばんさん、イタリア語: Ultima Cena）は、ルネサンス期のイタリアの画家ドメニコ・ギルランダイオが制作したフレスコによる壁画で、同主題の作品3件がフィレンツェ周辺の3カ所に現存している。いずれの作品も、最後の晩餐におけるイエスと十二使徒たちを描いたものであり、イスカリオテのユダは、長いテーブルの手前側にひとりだけ配されるという、キリスト教芸術における最後の晩餐において一般的な描き方が用いられている。
レオナルド・ダ・ヴィンチは、最後の晩餐を主題としたギルランダイオの作品や、カスターニョの諸作品の描き方に通じていた可能性が高く、自身が描いた最後の晩餐において、これら先行した作品の静的な描写とは対称的な、より劇的な形態を描いて、より多くの感情を表現しようとした。ケネス・クラークは、ギルランダイオとペルジーノを引き合いに出して、当時の一般的な最後の晩餐の描き方の画一的な構図を指摘し、レオナルドの創意を賞賛している。これに対して宮城徳也は「レオナルドの卓越性に関しては何の異論もない」とした上で、ほぼ同構図のオンニッサンティ教会とサン・マルコ教会の『最後の晩餐』において、「背景に鳥と植物によって楽園のイメージが描かれている」ことについて、一定の留保を付けながらも、ギルランダイオの独創性を見るべきだと論じている。

## バディア・パッシニャーノ教会の「最後の晩餐」
ギルランダイオが最初に取り組んだ『最後の晩餐』とされ、使徒たちは伝統的な表現に従って一直線の長いテーブルの向こう側に描かれ、イスカリオテのユダだけが、手前側に描かれている。構図については、アンドレア・デル・カスターニョの『最後の晩餐』との共通性が指摘されている。

## オンニッサンティ教会の「最後の晩餐」

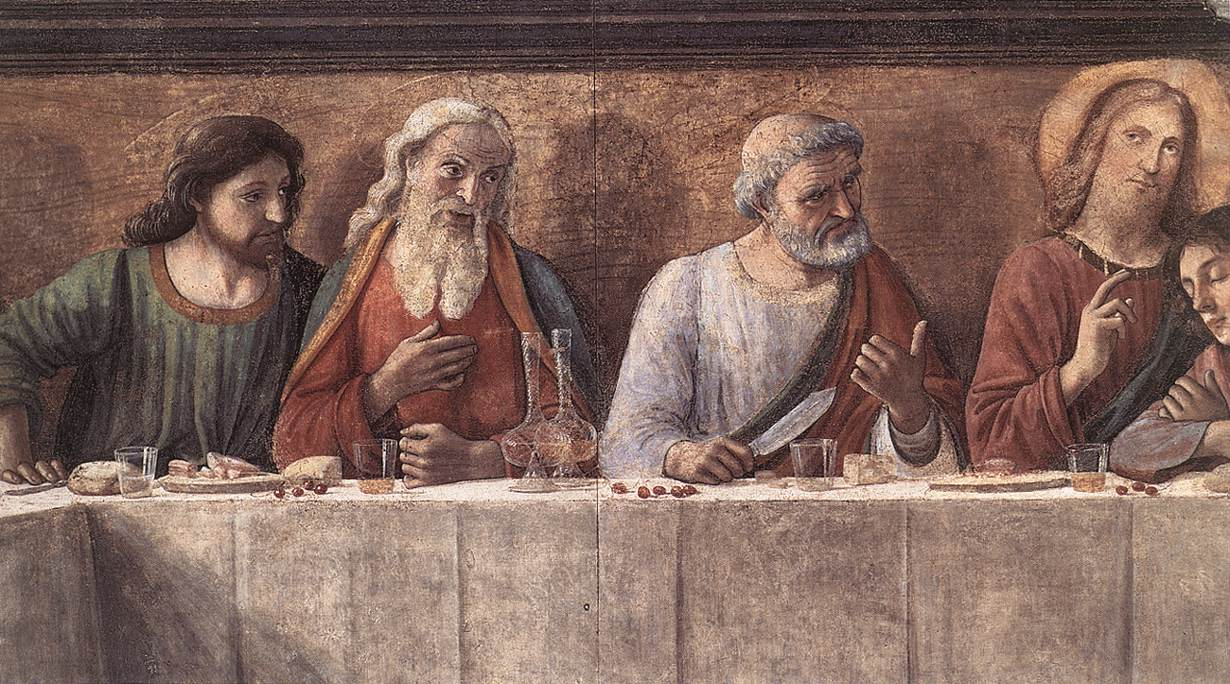
部分

本作の制作を依頼された当時、ギルランダイオは既に有名であり、他のフィレンツェの画家たちとともにシスティーナ礼拝堂の壁画を制作すべくローマへ向かう手筈になっていた。後年、フレスコの修復作業中に、オンニッサンティ教会の食堂の左側の壁に、最初の下書きの素描が発見された。

## サン・マルコ教会の「最後の晩餐」

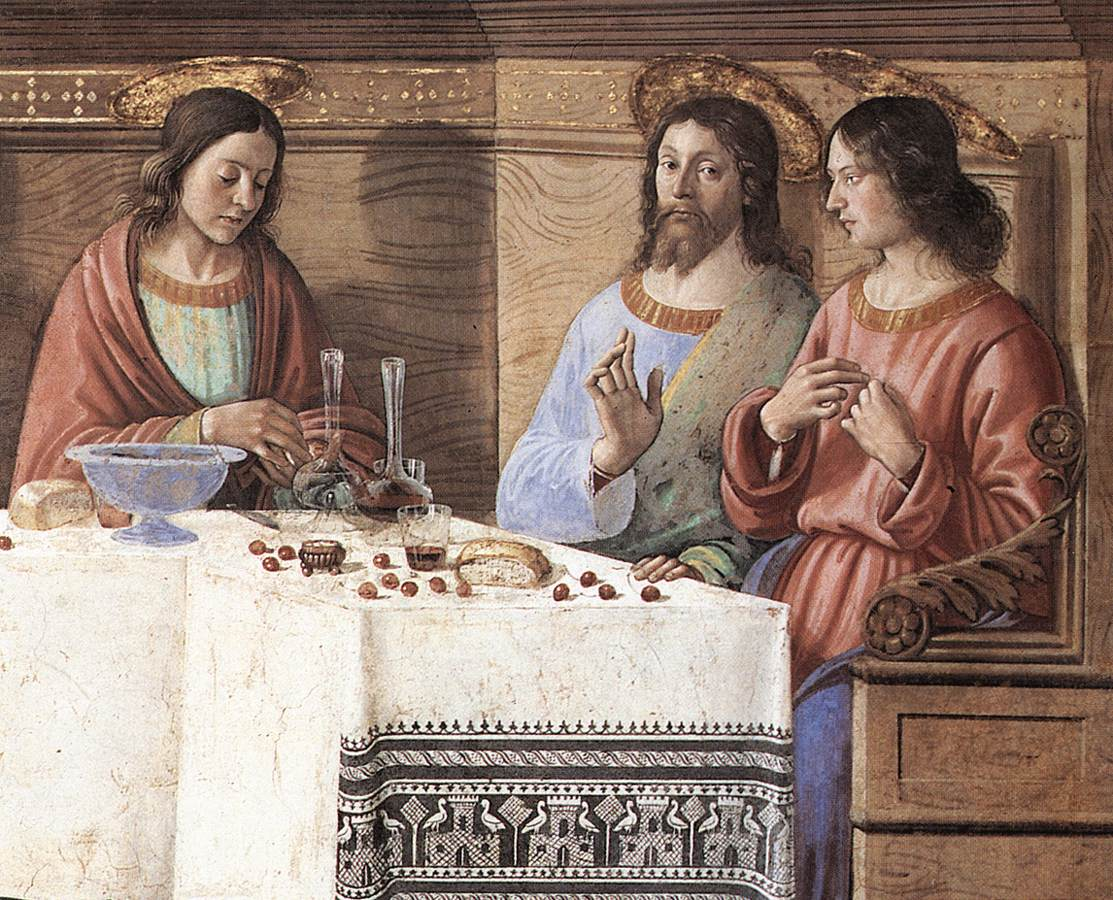
部分

この作品については、ギルランダイオはオンニッサンティ教会の作品よりひと回り小さい、ほぼ同一の構図の下絵を制作しただけで、フレスコ制作は兄弟や工房に任せたとも考えられている。オンニッサンティ教会の作品と異なるおもな点は、テーブルの両端の曲げられた部分に、横向きに着席する姿で描かれる使徒がいるところである。また、ユダの手にパンが描かれていることから、裏切りの予言がなされた直後の場面を描いたものとされる。
日本のイタリアン・ファミリーレストラン・チェーンであるサイゼリヤの店舗の内装にしばしば用いられている「ギルランダイオの最後の晩餐」は、サン・マルコ教会（修道院が美術館に転用されているため、サン・マルコ修道院、サン・マルコ美術館として言及されることもある）のフレスコである。